# 提格雷尼亚民族主义
提格雷尼亚民族主义是一种民族主义，倡导保护埃塞俄比亚提格雷尼亚人的利益。主要受到提格雷人民解放阵线和更早的提格雷解放阵线的启发，这种民族主义认为提格雷尼亚人是一个拥有独特血统、遗产、历史和文化的独立群体，存在于埃塞俄比亚之外。因此，他们主张提格雷尼亚是埃塞俄比亚文明的发源地，并且完全是国家建设的恩人，不依赖其他当地民族。提格雷尼亚民族主义者指责阿姆哈拉人将其文化、经济和政治霸权强加给提格雷尼亚人。
1991年以来，在埃塞俄比亚人民革命民主阵线执政下，提格雷尼亚民族主义得到显著体现。埃塞俄比亚人民革命民主阵线以族群联邦主义的名义在埃塞俄比亚推广提格雷尼亚民族主义。